# No Control
No Control és un àlbum del grup Bad Religion editat el 1989. Es considera una de les referències de base del punk i el hardcore melòdic.

## Llista de Cançons
1. "Change of Ideas"
2. "Big Bang"
3. "No Control"
4. "Sometimes I Feel Like... *?!%+!*"
5. "Automatic Man"
6. "I Want to Conquer the World"
7. "Sanity"
8. "Henchman"
9. "It Must Look Pretty Appealing"
10. "You"
11. "Progress"
12. "I Want Something More"
13. "Anxiety"
14. "Billy"
15. "The World Won't Stop Without You"